# Distrito de Baiti
Baiti es un distrito de Nauru. Está ubicado en el noroeste de la isla, su superficie es de 1,2 km² y su población es de 586 habitantes.

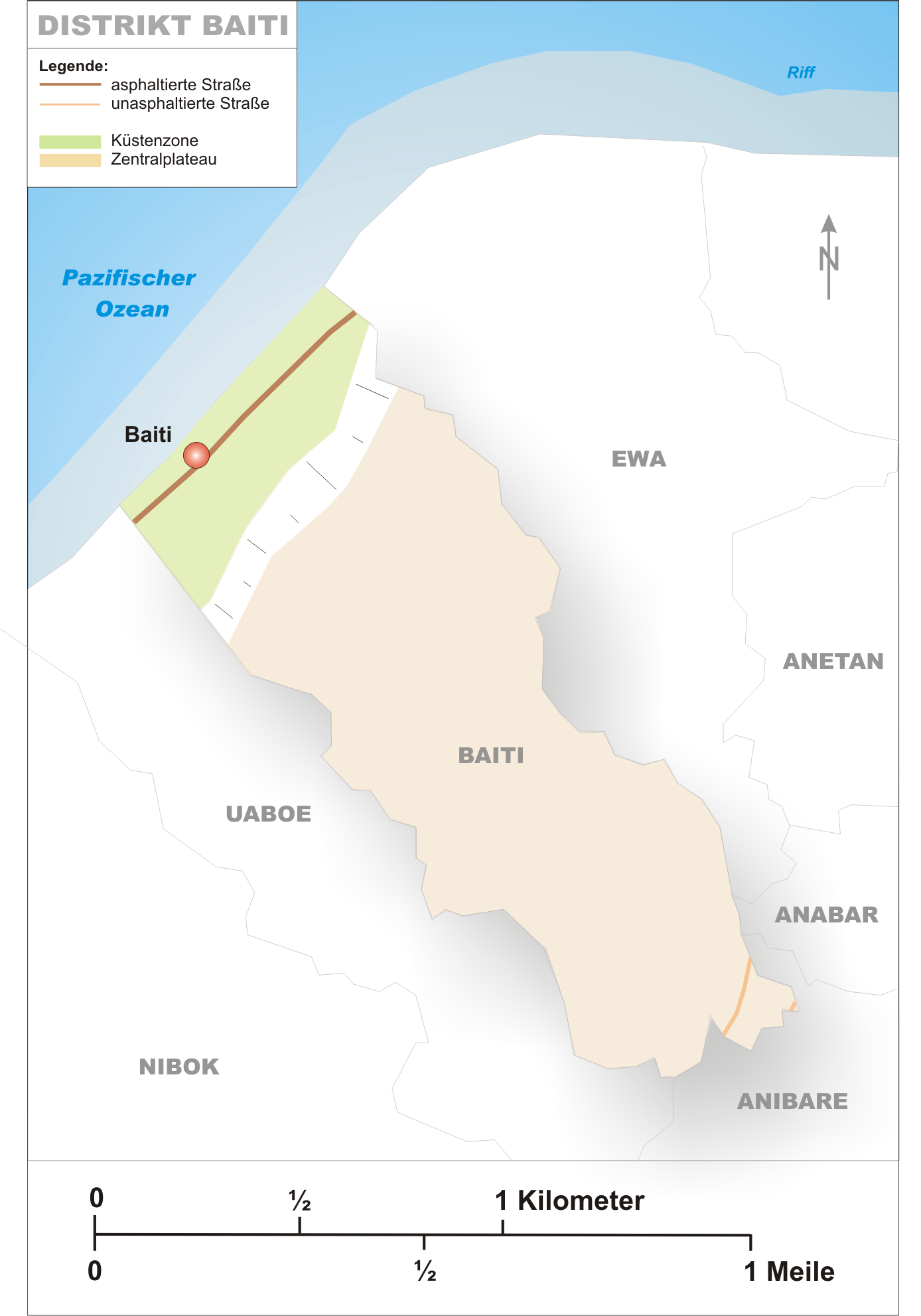
Mapa del distrito.

Baiti se encuentra en el noroeste de la isla y país de Nauru. Está bañado por las agaus del océano Pacífico. Tiene frontera terrestre con los distritos de Ewa, Anabar,  Anibare y Uaboe.
La altitud media del distrito es de 25 metros (mínimo: 0 metros, máximo: 45 metros) y tiene una superficie estimada de 1,2 km²